# Ocnerosthenus verrucosus
Ocnerosthenus verrucosus är en insektsart som först beskrevs av Brunner von Wattenwyl 1882.  Ocnerosthenus verrucosus ingår i släktet Ocnerosthenus och familjen Pamphagidae. Inga underarter finns listade i Catalogue of Life.